# Kiskopács
Kiskopács (Copăcel) település Romániában, a Partiumban, Bihar megyében.

## Fekvése
A Király-erdő alatt, Élesdtől délnyugatra, Kegyek és Élesdszurdok közt fekvő település.

## Története
Kiskopács nevét 1508-ban említette először oklevél Kupachel néven, majd 1580-ban ugyancsak Kupachel, 1808-ban pedig Kopacsel néven írták.
A török hódoltság előtt a Telegdi család volt a település birtokosa. 1508-ban Telegdi István kincstárnok új adománylevelet kapott rá. Az 1800-as évek elején a gróf Frimont és a Lónyay család volt a földesura, majd gróf Frimont Theodora örököseinek volt itt nagyobb birtoka.
1851-ben Fényes Elek írta a településről: "Bihar vármegyében, dombos, erdős vidéken, 413 óhitű lakossal, anyatemplommal. Határa 4662 hold,...van pataka, mellyből isznak. Bírja gróf Frimont Béla, kinek itt derék udvarháza van."
1910-ben 760 lakosából 20 magyar, 729 román volt. Ebből 9 római katolikus, 10 református, 733 görögkeleti ortodox volt.
A trianoni békeszerződés előtt Bihar vármegye Magyarcsékei járásához tartozott.

## Nevezetességek
- Görög keleti temploma – az 1800-as évek elején épült.